# Скотт М. Ґімпл
Скотт Майкл Ґімпл (англ. Scott M. Gimple; 29 березня 1971, Берклі-Гайтс) — американський автор коміксів і телебачення. Відомий своєю роботою сценариста та продюсера фільмів Fillmore!, Життя як вирок, Проблиски майбутнього, Chase та Ходячі мерці, а також був шоуранером Ходячі мерці з 4 по 8 сезони.

## Раннє життя
Ґімпл виріс у Берклі-Гайтс, штат Нью-Джерсі, і закінчив середню школу Губернатора Лівінгстона. Закінчив Школу кіно-телебачення, та Університет Південної Каліфорнії.

## Кар'єра
Ґімпл був автором сценарію телепередач Життя як вирок на NBC, Drive на Fox TV і Проблиски майбутнього на ABC. Разом із Сетом Гоффманом і Девідом С. Гойєром він написав сценарій «Примарний вершник: Дух помсти».
У 2011 році він приєднався до AMC та Ходячі мерці як продюсер і сценарист другого сезону. Він написав «Save the Last One», а також схвалені критиками «Pretty Much Dead already» і «18 Miles Out» (з шоуранером Гленом Маззарою).
У січні 2013 року Ґімпл був призначений шоуранером «Ходячих мерців», замінивши Глена Маццару. Він був шоуранером з четвертого по восьмий сезони. Під час свого перебування на посаді він також став виконавчим продюсером Бійтеся ходячих мерців. Ґімпл залишив свою посаду в 2018 році, щоб стати головним спеціалістом із контенту для The Walking Dead і Fear the Walking Dead. Ґімпл також працював над Діснеєвським серіалом Pepper Ann і як сценарист для коміксів про Сімпсонів, включаючи редагування путівника з епізодів Сімпсонів «The Simpsons Forever!: Повний путівник по нашій улюбленій родині… Продовження». Він створив мультфільм Fillmore! і комікс «Анонімні герої» з Біллом Моррісоном.

## Роботи

### Кіно
| Рік  | Назва                           | Посада                   |
| ---- | ------------------------------- | ------------------------ |
| 2012 | «Примарний вершник: Дух помсти» | Один із авторів сценарію |

### Телебачення
Продюсування
| Рік              | Назва                   | Посада                                         | Сезон                     |
| ---------------- | ----------------------- | ---------------------------------------------- | ------------------------- |
| 2014             | «Ходячі мерці»          | Виконавчий продюсер                            | Пятий сезон               |
| 2013             | «Ходячі мерці»          | Виконавчий продюсер, шоуранер                  | Четвертий сезон           |
| 2013             | «Ходячі мерці»          | Виконавчий продюсер                            | Третій сезон              |
| 2012             | «Ходячі мерці»          | Виконавчий продюсер                            | Третій сезон              |
| 2011             | «Ходячі мерці»          | Продюсер                                       | Другий сезон              |
| 2011             | «Переслідування»        | Сопродюсер                                     | Перший сезон              |
| 2010             | «Переслідування»        | Сопродюсер                                     | Перший сезон              |
| 2010             | «Проблиски майбутнього» | Виконавчий редактор                            | Перший сезон              |
| 2009             | «Проблиски майбутнього» | Виконавчий редактор                            | Перший сезон              |
| «Життя як вирок» | Редактор                | Другий сезон                                   |                           |
| «Життя як вирок» | Редактор                | Другий сезон                                   | 2008                      |
| 2004             | «Fillmore!»             | Виконавчий продюсер, Відповідальний за діалоги | Другий сезон              |
| 2003             | «Fillmore!»             | Виконавчий продюсер, Відповідальний за діалоги | Другий сезон Перший сезон |
| 2002             | «Fillmore!»             | Виконавчий продюсер, Відповідальний за діалоги | Перший сезон              |

Сценарист
| Рік  | Назва                              | Серія                                                    | Сезон                     |
| ---- | ---------------------------------- | -------------------------------------------------------- | ------------------------- |
| 2013 | «Демони Да Вінчі»                  | «The Prisoner»                                           | Перший сезон, Серія № 3   |
| 2013 | «Демони Да Вінчі»                  | «The Serphent»                                           | Перший сезон, Серія № 2   |
| 2013 | «Ходячі мерці»                     | «30 Days Without an Accident»                            | Четертий сезон, Серия № 1 |
| 2013 | «Ходячі мерці»                     | «Це скорботне життя» («This Sorrowful Life»)             | Третій сезон, Серія № 15  |
| 2013 | «Ходячі мерці»                     | «Очищений» («Clear»)                                     | Третій сезон, Серія № 12  |
| 2012 | «Ходячі мерці»                     | «Переслідувані» («Hounded»)                              | Третій сезон, Серия № 6   |
| 2012 | «Ходячі мерці»                     | «18 миль» («18 Miles Out») (Совместно с Гленом Мазаррой) | Другий сезон, Серія № 10  |
| 2011 | «Ходячі мерці»                     | «Вже майже мертвий» («Pretty Much Dead Already»)         | Другий сезон, Серія № 7   |
| 2011 | «Ходячі мерці»                     | «Зберегти останнього» («Save the Last One»)              | Другий сезон, Серия № 3   |
| 2010 | «Переслідування»                   | «The Longest Night»                                      | Другий сезон, Серія № 8   |
| 2010 | «Проблиски майбутнього»            | «Future Shock» (спільно з Тімоті Дж. Лі)                 | Перший сезон, Серія № 22  |
| 2010 | «Проблиски майбутнього»            | «Better Angels» (спільно з Йеном Б. Голдбергом)          | Перший сезон, Серія № 14  |
| 2009 | «Проблиски майбутнього»            | «Black Swan»                                             | Перший сезон, Серія № 4   |
| 2008 | «Життя як вирок»                   | «Did You Feel That?» (спільно з Джонатаном Шапіро)       | Другий сезон, Серія № 6   |
| 2008 | «Життя як вирок»                   | «Not for Nothing»                                        | Другий сезон, Серія № 4   |
| 2007 | «Гонка (телесеріал)»               | «Rear View» (спільно з Крістін Рейдль)                   | Перший сезон, Серія № 6   |
| 2007 | «Ель Тігре: Пригоди Менні Рівери»  | «Eye Caramba» (автор фабули)                             | Перший сезон, Серія № 13  |
| 2007 | «Ель Тігре: Пригоди Менні Рівери»  | «Miracle City Worker»                                    | Перший сезон, Серія № 8   |
| 2007 | «Американський дракон: Джейк Лонг» | «The Love Cruise»                                        | Другий сезон, Серія № 18  |
| 2006 | «Американський дракон: Джейк Лонг» | «The Rotwood Files»                                      | Другий сезон, Серія № 15  |
| 2005 | «Американський дракон: Джейк Лонг» | «The Halloween Bash»                                     | Перший сезон, Серія № 17  |
| 2003 | Fillmore!                          | «Immune to All but Justice»                              | Другий сезон, Серія № 5   |
| 2002 | Fillmore!                          | «Ingrid Third, Public Enemy #1»                          | Перший сезон, Серія № 8   |
| 2002 | Fillmore!                          | «Nappers Never Sleep»                                    | Перший сезон, Серія № 7   |
| 2002 | Fillmore!                          | «A Wurm in Our Midst»                                    | Перший сезон, Серія № 3   |
| 1997 | Jungle Cubs                        | «Hair Ball»                                              | Другий сезон, Серія № 7   |